# ویکو کاناوزه
ویکو کاناوزه (به ایتالیایی: Vico Canavese) یک بخش در ایتالیا است که در استان تورین واقع شده‌است. ویکو کاناوزه ۳۲٫۸ کیلومتر مربع مساحت و ۸۹۲ نفر جمعیت دارد و ۷۳۸ متر بالاتر از سطح دریا واقع شده‌است.